# 2. Armee (Türkei)
Die 2. Armee (türkisch 2. Ordu) ist eine der insgesamt vier Armeen der Landstreitkräfte (Kara Kuvvetleri) der Türkischen Streitkräfte.
Die 2. Armee hat ihr Hauptquartier in Malatya. Zu ihrem Aufgabengebiet gehört der Schutz Südostanatoliens und Ostanatoliens bzw. der Grenzen zu Syrien, Iran und Irak.
General Adem Huduti war von 2014 bis 2016 Kommandeur der 2. Armee und wurde im Zuge des Putschversuchs in der Türkei 2016 verhaftet. Sein Nachfolger wurde Generalleutnant İsmail Metin Temel. Temel wurde zum 31. Dezember 2018 per Dekret von Präsident Recep Tayyip Erdoğan aus dem Kommando entfernt.

## Gliederung
- IV. Korps (Ankara)
  - 1. Kommandobrigade (Talas)
  - 2. Kommandobrigade (Bolu)
  - 28. mechInfanteriebrigade (Mamak)
  - 58. Artillerieregiment (Polatlı)
- VI. Korps (Adana)
  - 5. Panzerbrigade (Gaziantep)
  - 39. mechInfanteriebrigade (İskenderun)
  - 106. Artillerieregiment (Islahiye)
- VII. Korps (Diyarbakır)
  - 3. Taktische Infanteriedivision (Yüksekova)
  - 2. motInfanteriebrigade (Lice)
  - 3. Kommandobrigade (Siirt)
  - 6. motInfanteriebrigade (Akçay)
  - 16. Mechanisierte Brigade (Diyarbakır)
  - 20. Mechanisierte Brigade (Şanlıurfa)
  - 34. Grenzbrigade (Şemdinli)
  - 70. MechInfanteriebrigade (Mardin)
  - 172. Panzerbrigade (Silopi)
  - Hakkari Gebirgs-Kommando-Brigade (Hakkâri)
  - 107. Artillerieregiment (Siverek)